# Saison 1983-1984 de l'AS Saint-Étienne
Chronologie
Saison précédente Saison suivante
Cette page présente la saison 1983-1984 de l'AS Saint-Étienne. Le club évolue en Division 1, et en Coupe de France .

## Résumé de la saison
- Saison de la descente aux enfers. Les Verts terminent le championnat à la 18e plage, synonyme de barrages contre un club de Division 2. Le match en aller-retour contre le Racing Paris (0-0, 0-2) voit la défaite de l'ASSE. Le club descend alors en D2, 21 ans après leur remontée en D1 (à la fin de la saison 1962-1963)
- En Coupe de France, le club ne va pas très loin éliminé en 16e de finale par Monaco.
- Peu de buts marqués cette saison, avec un meilleur buteur, Pascal Carrot, qui termine avec seulement 9 buts marqués
- Tout comme la saison passée, 2 entraîneurs se succèdent cette saison. Jean Djorkaeff commence la saison et, voyant le pire arriver, il se fait débarquer en mars 1984. C'est l'ancien stéphanois Robert Philippe qui le remplace, mais il ne pourra pas éviter ni les barrages, ni la relégation.
- Un nouveau président prend les rênes du club : André Laurent. C'est un industriel local.
- De nombreux mouvements durant cet intersaison, en particulier les départs de Gérard Janvion et du charismatique Johnny Rep.

## Équipe professionnelle

### Transferts
| Nom                  | Nationalité | Poste             | Transfert   | Provenance/Destination  | Division   |
| -------------------- | ----------- | ----------------- | ----------- | ----------------------- | ---------- |
| Arrivées             |             |                   |             |                         |            |
| Éric Bellus          |             | Attaquant         | Retour Prêt | FC Metz                 | Division 1 |
| Éric Clavelloux      |             | Défenseur         | -           | Formé au club           | -          |
| Édouard Lamon        |             | Défenseur         | -           | Formé au club           | -          |
| Jean-Luc Ribar       |             | Milieu            | -           | Formé au club           | -          |
| Bernard Simondi      |             | Défenseur         | Transfert   | Tours                   | Division 2 |
| Robert Sab           |             | Milieu            | Transfert   | OGC Nice                | Division 2 |
| Janusz Kupcewicz     |             | Milieu            | Transfert   | Lech Poznań             | Division 1 |
| Daniel Sanchez       |             | Attaquant         | Transfert   | FC Mulhouse             | Division 1 |
| Carlos Diarte        |             | Attaquant         | Transfert   | Valence                 | Liga       |
| Départs              |             |                   |             |                         |            |
| Éric Solignac        |             | Gardien           | Transfert   | Nîmes Olympique         | Division 1 |
| Gérard Janvion       |             | Défenseur         | Transfert   | PSG                     | Division 1 |
| Patrick Battiston    |             | Défenseur         | Transfert   | Bordeaux                | Division 1 |
| Patrice Lestage      |             | Défenseur         | Transfert   | Tours                   | Division 2 |
| Jean-François Larios |             | Milieu de terrain | Transfert   | Club Atlético de Madrid | Liga       |
| Bernard Genghini     |             | Milieu            | Transfert   | Monaco                  | Division 1 |
| Yves Colleu          |             | Milieu            | Transfert   | Angoulême               | Division 2 |
| Johnny Rep           |             | Attaquant         | Transfert   | Zwolle                  | Division 1 |
| Laurent Roussey      |             | Attaquant         | Transfert   | Toulouse Football Club  | Division 1 |
| Laurent Paganelli    |             | Attaquant         | Transfert   | Toulon                  | Division 1 |
| Flemming Christensen |             | Attaquant         | Transfert   | Lyngby                  | Division 1 |

### Championnat

#### Matchs allers
| Date       | N o | Adversaire             | Lieu | Résultat | Buteurs pour Saint-Étienne | Points | Classement |
| ---------- | --- | ---------------------- | ---- | -------- | -------------------------- | ------ | ---------- |
| 20/07/1983 | J01 | Stade lavallois        | Ext. | 1 – 1    | Carrot 86e                 | 1      | 9          |
| 27/07/1983 | J02 | RC Lens                | Dom. | 0 - 4    | -                          | 1      | 18         |
| 03/08/1983 | J03 | Stade brestois         | Ext. | 3 - 2    | Carrot 43e, Diarte 46e     | 1      | 18         |
| 10/08/1983 | J04 | FC Metz                | Dom. | 2 – 2    | Zanon 40e, Carrot 66e      | 2      | 18         |
| 17/08/1983 | J05 | SC Toulon              | Ext. | 0 - 1    | Bellus 24e                 | 4      | 15         |
| 20/08/1983 | J06 | AS Monaco FC           | Ext. | 3 - 1    | Carrot 87e                 | 4      | 18         |
| 31/08/1983 | J07 | Bastia                 | Dom. | 0 – 2    | -                          | 4      | 20         |
| 10/09/1983 | J08 | AJ Auxerre             | Ext. | 1 – 0    | -                          | 4      | 19         |
| 17/09/1983 | J09 | Paris-Saint-Germain FC | Dom. | 2 – 3    | Kupcewicz 36e, Zanon 89e   | 4      | 20         |
| 21/09/1983 | J10 | Stade rennais FC       | Ext. | 1 - 2    | Carrot 47e, Sanchez 63e    | 6      | 18         |
| 24/09/1983 | J11 | FC Sochaux             | Dom. | 1 - 0    | Zanon 13e                  | 8      | 19         |
| 01/10/1983 | J12 | Nîmes Olympique        | Ext. | 1 – 1    | Daniel 36e                 | 9      | 18         |
| 08/10/1983 | J13 | Lille OSC              | Dom. | 2 - 0    | Bellus 28e, Carrot 58e     | 11     | 18         |
| 15/10/1983 | J14 | AS Nancy Lorraine      | Ext. | 2 - 0    | -                          | 11     | 18         |
| 22/10/1983 | J15 | Bordeaux               | Dom. | 0 - 2    | -                          | 11     | 19         |
| 01/11/1983 | J16 | RC Strasbourg          | Ext. | 2 - 0    | -                          | 11     | 19         |
| 05/11/1983 | J17 | FC Rouen               | Dom. | 1 - 0    | Carrot 56e                 | 13     | 17         |
| 16/11/1983 | J18 | Toulouse               | Ext. | 2 – 1    | Diarte 70e                 | 13     | 18         |
| 19/11/1983 | J19 | FC Nantes              | Dom. | 0 – 0    | -                          | 14     | 16         |

#### Matchs retours
| Date       | N o | Adversaire             | Lieu | Résultat | Buteurs pour Saint-Étienne     | Points | Classement |
| ---------- | --- | ---------------------- | ---- | -------- | ------------------------------ | ------ | ---------- |
| 26/11/1983 | J20 | RC Lens                | Ext. | 2 - 1    | Sanchez 84e                    | 14     | 18         |
| 03/12/1983 | J21 | Stade brestois         | Dom. | 1 - 0    | Oleksiak 7e                    | 16     | 17         |
| 10/12/1983 | J22 | FC Metz                | Ext. | 1 - 0    | -                              | 16     | 17         |
| 18/12/1983 | J23 | SC Toulon              | Dom. | 1 - 0    | Carrot 10e                     | 18     | 15         |
| 15/01/1984 | J24 | AS Monaco FC           | Dom. | 0 - 1    | -                              | 18     | 17         |
| 25/01/1984 | J25 | Bastia                 | Ext. | 2 – 1    | Zanon 85e                      | 18     | 18         |
| 04/02/1984 | J26 | AJ Auxerre             | Dom. | 0 – 0    | -                              | 19     | 18         |
| 11/02/1984 | J27 | Paris-Saint-Germain FC | Ext. | 3 – 1    | Chillet 58e                    | 19     | 18         |
| 25/02/1984 | J28 | Stade rennais FC       | Dom. | 1 - 0    | Mahut 85e                      | 21     | 17         |
| 27/03/1984 | J29 | FC Sochaux             | Dom. | 1 – 1    | Daniel 54e                     | 27     | 16         |
| 10/03/1984 | J30 | Nîmes Olympique        | Dom. | 3 - 1    | Sanchez 36e 78e, Kupcewicz 47e | 23     | 18         |
| 14/03/1984 | J31 | Lille OSC              | Ext. | 1 – 1    | Daniel 69e                     | 24     | 17         |
| 24/03/1984 | J32 | AS Nancy Lorraine      | Dom. | 1 - 0    | Daniel 17e                     | 26     | 16         |
| 31/03/1984 | J33 | Bordeaux               | Ext. | 7 - 0    | -                              | 27     | 18         |
| 06/04/1984 | J34 | RC Strasbourg          | Dom. | 0 - 1    | -                              | 27     | 18         |
| 14/04/1984 | J35 | FC Rouen               | Ext. | 1 – 1    | Sanchez 55e                    | 28     | 16         |
| 21/04/1984 | J36 | Toulouse               | Dom. | 0 – 1    | -                              | 28     | 18         |
| 28/04/1984 | J37 | FC Nantes              | Ext. | 1 – 0    | -                              | 28     | 18         |
| 02/05/1984 | J38 | Stade lavallois        | Dom. | 1 - 0    | Carrot 78e                     | 30     | 18         |

### Classement final
En cas d'égalité entre deux clubs, le premier critère de départage est la différence de buts.
| Rang | Équipe                | Pts | J  | G  | N  | P  | Bp | Bc | Diff |
| ---- | --------------------- | --- | -- | -- | -- | -- | -- | -- | ---- |
| 1    | Girondins de Bordeaux | 54  | 38 | 23 | 8  | 7  | 72 | 33 | +39  |
| 2    | AS Monaco             | 54  | 38 | 22 | 10 | 6  | 58 | 29 | +29  |
| 3    | AJ Auxerre            | 49  | 38 | 21 | 7  | 10 | 59 | 33 | +26  |
| 4    | Paris SG              | 47  | 38 | 18 | 11 | 9  | 56 | 37 | +19  |
| 5    | Toulouse FC           | 45  | 38 | 19 | 7  | 12 | 57 | 41 | +16  |
| 6    | FC Nantes T           | 45  | 38 | 18 | 9  | 11 | 46 | 32 | +14  |
| 7    | FC Sochaux            | 41  | 38 | 14 | 13 | 11 | 46 | 34 | +12  |
| 8    | RC Strasbourg         | 39  | 38 | 11 | 17 | 10 | 36 | 38 | -2   |
| 9    | Lille OSC             | 37  | 38 | 13 | 11 | 14 | 49 | 49 | 0    |
| 10   | SEC Bastia            | 36  | 38 | 14 | 8  | 16 | 36 | 43 | -7   |
| 11   | Stade lavallois       | 36  | 38 | 12 | 12 | 14 | 29 | 36 | -7   |
| 12   | FC Metz C             | 35  | 38 | 13 | 9  | 16 | 49 | 53 | -4   |
| 13   | RC Lens               | 35  | 38 | 14 | 7  | 17 | 57 | 66 | -9   |
| 14   | FC Rouen              | 34  | 38 | 13 | 8  | 17 | 42 | 40 | +2   |
| 15   | AS Nancy-Lorraine     | 32  | 38 | 10 | 12 | 16 | 38 | 53 | -15  |
| 16   | SC Toulon P           | 32  | 38 | 12 | 8  | 18 | 39 | 60 | -21  |
| 17   | Brest Armorique FC    | 31  | 38 | 9  | 13 | 16 | 36 | 47 | -11  |
| 18   | AS Saint-Étienne      | 30  | 38 | 11 | 8  | 19 | 31 | 52 | -21  |
| 19   | Nîmes Olympique P     | 25  | 38 | 6  | 13 | 19 | 36 | 70 | -34  |
| 20   | Stade rennais FC P    | 23  | 38 | 8  | 7  | 23 | 39 | 65 | -26  |

Victoire à 2 points
Qualifications européennes
Coupe des clubs champions européens
- 1er : 1er tour (1/16 de finale)

Coupe d'Europe des vainqueurs de coupe
- Vainqueur de la Coupe de France : 1er tour (1/16 de finale)

Coupe UEFA
- 2e, 3e et 4e : 1er tour (1/32 de finale)

Relégation
- 18e : barrage de relégation en Division 2
- 19e et 20e : relégation en Division 2

Abréviations
T : Tenant du titre

C : Vainqueur de la Coupe de France 1983-84

P : Promus de Division 2
- Les vainqueurs des deux groupes de D2, le Tours FC et l'Olympique de Marseille, obtiennent la montée directe en D1. Les deux deuxièmes et troisièmes des groupes s'affrontent et c'est le RC Paris qui gagne le droit de défier le 18e de D1, l'AS Saint-Étienne, pour obtenir la troisième place en D1. C'est finalement le RC Paris qui remporte ce barrage (RC Paris 0-0 ASSE à l'aller et ASSE 0-2 RC Paris au retour) et obtient la montée en D1. Saint-Étienne est relégué huit ans après avoir atteint le sommet européen.

### Barrages

#### Tableau récapitulatif des matchs
| Date       | N o             | Adversaire | Lieu                                    | Résultat | Buteurs pour Saint-Étienne | Suite          |
| ---------- | --------------- | ---------- | --------------------------------------- | -------- | -------------------------- | -------------- |
| 15/05/1984 | Barrages aller  | RC Paris   | Stade olympique Yves-du-Manoir,Colombes | 0 – 0    | -                          | -              |
| 19/05/1984 | Barrages retour | RC Paris   | Stade Geoffroy-Guichard,Saint-Étienne   | 0 - 2    | -                          | Relégués en D2 |

### Coupe de France

#### Tableau récapitulatif des matchs
| Date       | N o                     | Adversaire | Lieu                                  | Résultat | Buteurs pour Saint-Étienne | Suite                               |
| ---------- | ----------------------- | ---------- | ------------------------------------- | -------- | -------------------------- | ----------------------------------- |
| 28/01/1984 | 32èmes de finale        | AJ Auxerre | Stade Marcel-Michelin , Auxerre       | 0 - 1    | Zanon 60e                  | Qualifiés pour les 16èmes de finale |
| 18/02/1984 | 16èmes de finale aller  | AS Monaco  | Stade Louis-II, Monaco                | 1 - 0    | -                          | -                                   |
| 22/02/1984 | 16èmes de finale retour | AS Monaco  | Stade Geoffroy-Guichard,Saint-Étienne | 0 - 1    | -                          | Éliminés                            |

### Statistiques

#### Équipe-type
| \| Castaneda Oleksiak Mahut E.Clavelloux Moizan (Wolff) Daniel Zanon (Ribar) Kupcewicz Carrot Sanchez Bellus (Diarte) \| Équipe-type de la saison 1983-1984 |
| Castaneda Oleksiak Mahut E.Clavelloux Moizan (Wolff) Daniel Zanon (Ribar) Kupcewicz Carrot Sanchez Bellus (Diarte)                                          |

#### Buteurs
| Place | Nom                  | Division 1 | Coupe de France | TOTAL des BUTS |
| 1     | Pascal Carrot        | 9 buts     | -               | 9 buts         |
| 2     | Jean-Louis Zanon     | 4 buts     | 1 but           | 5 buts         |
| 2     | Daniel Sanchez       | 5 buts     | -               | 5 buts         |
| 4     | Jean-François Daniel | 4 buts     | -               | 4 buts         |
| 5     | Janusz Kupcewicz     | 2 buts     | -               | 2 buts         |
| 5     | Eric Bellus          | 2 buts     | -               | 2 buts         |
| 5     | Carlos Diarte        | 2 buts     | -               | 2 buts         |
| 8     | Thierry Oleksiak     | 1 but      |                 | 1 but          |
| 8     | Philippe Mahut       | 1 but      | -               | 1 but          |
| 8     | Patrice Chillet      | 1 but      | -               | 1 but          |
| #     | contre son camp      | -          | -               | -              |
| Total | 10 buteurs           | 31 buts    | 1 but           | 32 buts        |

Date de mise à jour : le 19 septembre 2015.

#### Affluences
241 161 spectateurs ont assisté à une rencontre au stade cette saison, soit une moyenne de 11 239 par match.
Sans le match de barrages qui a attiré 45 000spectateurs, la moyenne chute à 9 808
21 rencontres ont eu lieu à Geoffroy-Guichard durant la saison.
Affluence de l'AS Saint-Étienne à domicile

### Équipe de France
Un seul stéphanois aura les honneurs de l’Equipe de France cette saison :  il s’agit de Jean-Louis Zanonavec une sélection .
| Joueurs          | Position          | Date       | Lieu  | Adversaire | Type rencontre | Score | Temps de jeu | Buts | Cartons |
| Jean-Louis Zanon | Milieu de terrain | 05.10.1983 | Paris | Espagne    | Amical         | 1 – 1 | 90           | -    | -       |